# Гаврилов, Игнатий Гаврилович
Игна́тий Гаври́лович Гаври́лов (17 [30] марта 1912, Большие Сибы, Вятская губерния — 4 декабря 1973, Ижевск) — удмуртский советский писатель, поэт, публицист, критик, переводчик и общественный деятель. Член Союза писателей СССР с 1934 года. Первый художественный руководитель Удмуртского национального театра, председатель правления Союза писателей Удмуртской АССР (1938—1942).

## Биография
Родился 17 (30) марта 1912 года в деревне Ныши-Какси (Большие Сибы) (ныне — Можгинский район Удмуртии) в семье крестьянина-середняка.
В 1924 году поступил в Можгинский педагогический техникум и, не окончив его, перешёл на театральные курсы, открывшиеся в Ижевске. В 1927 году начал свою литературную деятельность. В 1931 году стал художественным руководителем только что открытого Удмуртского национального театра, его пьесой «Шумит река Вала», посвящённой коллективизации удмуртской деревни, был открыт первый сезон театра в 1931 году. В 1932—1934 годах учился в ГИТИСе. В 1934—1938 годах — заведующий литературной частью театра. Член Союза писателей СССР с 1934 года.
В 1938—1942 годах — председатель правления Союза писателей Удмуртской АССР. Член ВКП(б) с 1940 года.
Участник Великой Отечественной войны — фронтовой корреспондент, в РККА с апреля 1942 года, на фронте с октября 1942 года, в декабре получил лёгкое ранение в руку. Всё время — с 1942 года и до конца войны служил в одной части — инструктор-литератор газеты «Победа за нами» 21-й гвардейской стрелковой дивизии. Войну закончил в звании гвардии капитана. Награждён боевыми орденами и медалями.
После демобилизации из армии до 1948 года работал директором Удмуртского театра, c 1948 по 1952 год работал в редакции газеты «Советская Удмуртия», затем работал литературным консультантом при Союзе писателей УАССР (1952—1959).
В период 1938—1946 годов несколько раз избирался депутатом Верховного Совета Удмуртской АССР.
Скончался в Ижевске от тяжелой продолжительной болезни 4 декабря 1973 года.
Был с 1930-х годов женат на Клавдии Кузьминичне Гавриловой, актрисе театра, Народной артистке Удмуртской АССР.

## Звания и награды
- Боевые награды: два ордена Красной Звезды (1944, 1945) и медаль «За боевые заслуги» (1943)[2].
- Трудовая и творческая деятельность отмечена Орденом «Знак Почёта» (1950) и Орденом Трудового Красного Знамени (1955)[2].
- Звания «Заслуженный деятель искусств Удмуртской АССР» и «Заслуженный деятель искусств РСФСР» (1958) — за активное участие в развитии удмуртской национальной драматургии и театра[2].
- В 1968 году за пьесу «Жингрес сизьыл» («Звонкая осень») он совместно с коллективом Удмуртского драмтеатра удостоен звания лауреата Государственной премии УАССР[2].

## Творчество
В 1927 году в газете «Гудыри» было опубликовано его первое стихотворение «Ой, мемие» («Ой, мама»). В стихах и поэмах И. Гаврилов воспевает становление новой жизни, людей, борющихся за эту жизнь. Его лирический герой тонко чувствует красоту родного края, умеет работать и любить, бороться и переживать. И. Гаврилову близка народная песня. Не случайно многие его стихи стали популярными песнями: «вунонтэм тулыс уй» («В незабываемую весеннюю ночь»), «Гумы» («Свирель»), «Уй пеймыт вал соку» («Ночь темна была тогда»), «Гожтэт» («Письмо»), «Мон витё тонэ гинэ» («Я буду ждать только тебя») и другие. В историю удмуртской литературы И. Гаврилов вошел прежде всего как драматург. Его пьесой «Вало ор куашетэ» («Шумит река Вала») в 1931 году был открыт Удмуртский драматический театр.
Им было написано свыше тридцати пьес о жизни удмуртского народа в разные эпохи. Игнатий Гаврилов переводил классиков русской и европейской драматургии на удмуртский язык: «Борис Годунов», «Ревизор», «Гроза», «Егор Булычов и другие», «Слуга двух господ». Дореволюционная жизнь стала содержанием пьес «Кезьыт ошмес» («Холодный ключ»), «Анною», «Камит Усманов», «Лымы тодьы» «Снег белый»). Периоды революции и гражданской войны освещены в драмах «Груня Тарасова», «Азию», «Шунды жужаз» («Солнце взошло») и других. Проблемам коллективизации и колхозной жизни посвящены пьесы «Вало ор куашетэ» («Шумит река Вала»), «Дэменлуд» («Общее поле»), «Тулыс нуналъёс» («Весенние дни»). Борьбе молодой интеллигенции за новую культуру — «Чагыр синъёс» («Голубые глаза»), «Поэтлэн куараез» («Голос поэта»). Пьесы «Кезьыт ошмес» («Холодный ключ»), «Жингрес сизьыл» («Звонкая осень») вошли в золотой фонд удмуртской драматургии. Наиболее значительным произведением в прозе И. Гаврилова является трилогия «Вордиськем палъёсын» («В родных краях», в переводе С. Никитина — «Корни твои»), посвященная проблеме становления удмуртской творческой интеллигенции в 1930-е годы. Автор рассказывает об артистах и журналистах, учителях и редакторах, о жизни в деревне и городе. Главная идея трилогии — становление и победа новых жизненных устоев. Повесть «Кыдёкысь бригадаын» («В дальней бригаде») рассказывает о проблемах и заботах сельских жителей. В мемуарной книге «Тодам ваисько» («Я вспоминаю») писатель с теплотой и увлечением пишет о тех, кто вместе с ним формировался и рос, создавал и развивал новую культуру удмуртского народа. И. Гаврилов многое сделал для приобщения удмуртскогo читателя к классической русской поэзии и драматургии.
Автор сборника «Стихотворения» (1937), пьес «Шумит река Вала» (1931), «Холодный ключ» (1934), «Герои» (1936), «Портрет» (1936), «Груня Тарасова» (1937), «Голубые глаза» (1940), «Азин» (1940), «Лейтенант Пислегин» (1947, о подвиге Виктора Пислегина), «Аннок» (1954), сказки «Золотое зерно» (1956), комедии «Ясный день» (1956), драмы «Солнце взошло» (1957), романа «В родных краях» (1958—1963), повести «В дальней бригаде» (1970), комедии «Звонкая осень».